# Ultra Beatdown
Albums de DragonForce
Inhuman Rampage
(2006) Twilight Dementia
(2010)
Singles
1. Heroes of Our Time
Sortie : 4 juillet 2008
2. The Last Journey Home
Sortie : 21 janvier 2009

Ultra Beatdown est le quatrième album du groupe britannique de power metal DragonForce, publié le 26 août 2008 par Roadrunner Records et Spinefarm Records.

## Liste des chansons
| No | Titre                   | Paroles                          | Musique                                        | Durée |
| -- | ----------------------- | -------------------------------- | ---------------------------------------------- | ----- |
| 1. | Heroes of Our Time      | Sam Totman, Herman Li            | Sam Totman                                     | 7:15  |
| 2. | The Fire Still Burns    | Sam Totman, ZP Theart            | Sam Totman                                     | 7:52  |
| 3. | Reasons to Live         | Sam Totman, Herman Li            | Sam Totman, Frédéric Leclercq, Vadim Pruzhanov | 6:25  |
| 4. | Heartbreak Armageddon   | Sam Totman, Herman Li            | Sam Totman, Frédéric Leclercq, Herman Li       | 7:42  |
| 5. | The Last Journey Home   | Sam Totman, ZP Theart            | Sam Totman, Herman Li                          | 8:15  |
| 6. | A Flame for Freedom     | Sam Totman                       | Sam Totman                                     | 5:20  |
| 7. | Inside the Winter Storm | Sam Totman, ZP Theart            | Sam Totman                                     | 8:11  |
| 8. | The Warrior Inside      | Sam Totman, ZP Theart, Herman Li | Sam Totman, Vadim Pruzhanov                    | 7:14  |

### Édition bonus
| No  | Titre                        | Paroles                          | Musique                     | Durée |
| --- | ---------------------------- | -------------------------------- | --------------------------- | ----- |
| 9.  | Strike of the Ninja          | Sam Totman, ZP Theart            | ZP Theart                   | 3:18  |
| 10. | Scars of Yesterday           | Sam Totman, ZP Theart, Herman Li | Sam Totman, Vadim Pruzhanov | 7:49  |
| 11. | E.P.M. (Extreme Power Metal) | Sam Totman, Herman Li            | Herman Li                   | 7:24  |

## Composition du groupe
- ZP Theart – chants, chœurs
- Herman Li – guitare solo, chœurs, producteur, mixage, ingénieur du son
- Sam Totman – guitare rythmique, chœurs, producteur, mixage
- Vadim Pruzhanov – claviers, piano, thérémine, Kaoss Pad, chœurs
- Dave Mackintosh – batterie, chœurs
- Frédéric Leclercq – basse, chœurs, guitare rythmique (additionnel), guitare acoustique